# John Wiggins
John Wiggins (Londra, 6 giugno 1959) è un chitarrista britannico.

## Biografia
Dopo aver iniziato a suonare all'età di quattordici anni, influenzato dai Deep Purple, esordì professionalmente nel 1979, fondando i Deep Machine. Nel 1983, dopo una breve parentesi con i Lone Wolf, si unì ai Tokyo Blade in sostituzione di Ray Dismore: con il gruppo di Salisbury fece il suo esordio discografico pubblicando tre album in due anni e partecipò a diversi tour come spalla di artisti noti nel panorama hard rock e heavy metal.
Abbandonati i Tokyo Blade in seguito allo scioglimento avvenuto nel 1986, Wiggins si unì ai Battlezone di Paul Di'Anno, gruppo con il quale collaborò per la registrazione di Children of Madness. A causa del collasso del gruppo, avvenuto poco dopo la pubblicazione del disco, Wiggins fu costretto ad abbandonare: ricomparve sulle scene musicali nel 1995, in occasione della prima riunione dei Tokyo Blade.
Subito dopo la fine della riunione dei Tokyo Blade (avvenuta nel 1997 dopo la pubblicazione di Burning Down Paradise), Wiggins partecipò, assieme ad alcuni dei membri fuoriusciti dal gruppo di Andy Boulton, ad una nuova reincarnazione dei Battlezone che pubblicò, nel 1998, l'album Feel My Pain. A partire dal 2009 fu invece incluso nella seconda riunione dei Tokyo Blade.

## Discografia

### Tokyo Blade
- 1983 - Tokyo Blade
- 1984 - Midnight Rendezvous
- 1984 - Night of the Blade
- 1985 - Blackhearts and Jaded Spades
- 1995 - Burning Down Paradise
- 1998 - Night of the Blade...The Night Before
- 2011 - Thousand Men Strong

### Battlezone
- 1987 - Children of Madness
- 1998 - Feel My Pain